# Noah Lyles
Noah Lyles (n. 18 iulie 1997, Gainesville, Florida, SUA) este un sprinter din Statele Unite ale Americii care concurează în probele de 100 de metri și 200 de metri plat. Este medaliat cu bronz la 200 m la Jocurile Olimpice de la Tokyo 2020 și de șase ori campion mondial. La Campionatele Mondiale de Atletism din 2023 a realizat tripla 100 de metri, 200 de metri, 4x100 de metri, fiind primul atlet de la Usain Bolt în 2015 care face acest hattrick al probelor de sprint.
Recordurile personale ale lui Lyles sunt de 9,83 secunde la 100 m și 19,31 secunde la 200 m, acesta din urmă fiind un record american, făcându-l al treilea cel mai rapid pe lista mondială a tuturor timpurilor.
Lyles a câștigat o medalie de aur la 200 m în timpul Jocurilor Olimpice pentru Tineret din 2014. A câștigat medalii de aur la ștafeta de 100 m și 4×100 m la Campionatele Mondiale U20 din 2016. Este de cinci ori campion al Diamond League și a făcut dubla 100 m/200 m în 2019.

## Palmares
| An   | Competiție                              | Locație                 | Loc | Eveniment     | Note    |
| ---- | --------------------------------------- | ----------------------- | --- | ------------- | ------- |
| 2013 | Campionatul Mondial de Juniori (sub 18) | Donețk, Ucraina         | 9   | 200 m         | 21,58   |
| 2013 | Campionatul Mondial de Juniori (sub 18) | Donețk, Ucraina         | 2   | ștafetă mixtă | 1:50,14 |
| 2014 | Jocurile Olimpice de Tineret            | Nanjing, China          | 1   | 200 m         | 20,80   |
| 2015 | Campionatul Panamerican de Juniori      | Edmonton, Canada        | 2   | 100 m         | 10,18   |
| 2015 | Campionatul Panamerican de Juniori      | Edmonton, Canada        | 1   | 200 m         | 20,27   |
| 2016 | Campionatul Mondial de Juniori          | Bydgoszcz, Polonia      | 1   | 100 m         | 10,17   |
| 2016 | Campionatul Mondial de Juniori          | Bydgoszcz, Polonia      | 1   | 4×100 m       | 38,93   |
| 2017 | Ștafetele Mondiale                      | Nassau, Bahamas         | 2   | 4×200 m       | 1:19,88 |
| 2018 | Cupa Continentală                       | Ostrava, Cehia          | 1   | 100 m         | 10,01   |
| 2018 | Cupa Continentală                       | Ostrava, Cehia          | 1   | 4×100 m       | 38,05   |
| 2019 | Ștafetele Mondiale                      | Yokohama, Japonia       | 2   | 4×100 m       | 38,07   |
| 2019 | Campionatul Mondial                     | Doha, Qatar             | 1   | 200 m         | 19,83   |
| 2019 | Campionatul Mondial                     | Doha, Qatar             | 1   | 4×100 m       | 37,10   |
| 2021 | Jocurile Olimpice                       | Tokio, Japonia          | 3   | 200 m         | 19,74   |
| 2022 | Campionatul Mondial                     | Eugene, Statele Unite   | 1   | 200 m         | 19,31   |
| 2022 | Campionatul Mondial                     | Eugene, Statele Unite   | 2   | 4×100 m       | 37,55   |
| 2023 | Campionatul Mondial                     | Budapesta, Ungaria      | 1   | 100 m         | 9,83    |
| 2023 | Campionatul Mondial                     | Budapesta, Ungaria      | 1   | 200 m         | 19,52   |
| 2023 | Campionatul Mondial                     | Budapesta, Ungaria      | 1   | 4×100 m       | 37,38   |
| 2024 | Campionatul Mondial în sală             | Glasgow, Marea Britanie | 2   | 60 m          | 6,44    |
| 2024 | Campionatul Mondial în sală             | Glasgow, Marea Britanie | 2   | 4×400 m       | 3:02,60 |
| 2024 | Ștafetele Mondiale                      | Nassau, Bahamas         | 1   | 4×100 m       | 37,40   |
| 2024 | Jocurile Olimpice                       | Paris, Franța           | 1   | 100 m         | 9,79    |
| 2024 | Jocurile Olimpice                       | Paris, Franța           | 3   | 200 m         | 19,70   |

## Legături externe
Materiale media legate de Noah Lyles la Wikimedia Commons
- en  Site web oficial
- en Noah Lyles la World Athletics
- en Noah Lyles la Olympedia.org